# Майк (безголовый петух)
Безголовый цыплёнок Майк, Безголовый Майк (20 апреля 1945, Фрута, Колорадо — 17 марта 1947, Финикс), — молодой петух (цыплёнок) породы Виандот, получивший известность благодаря тому, что он прожил 18 месяцев после того, как его голова была почти полностью отрублена топором. Шоу с демонстрацией безголовой птицы посещали по 600 человек в день.
Было много скептиков, которые считали эту историю мистификацией, поэтому птица была обследована в Университете штата Юта, учёные которого задокументировали факт живой травмированной птицы и выяснили, что жизненно важные отделы мозга птицы остались неповреждёнными.
Безголовый Майк требовал регулярного специфического ухода и умер во время одного из аттракционных туров по недосмотру его хозяина.
В память о необычной птице на её родине проводится ежегодный майский Фестиваль безголового цыпленка Майка (англ. Mike the Headless Chicken Festival).

## Обезглавливание
10 сентября 1945 года на семейной ферме Олсенов в американском городе Фрута штата Колорадо хозяин фермы Ллойд (англ. Lloyd Olsen) со своей женой Кларой (англ. Clara Olsen) отобрали около 50 кур приблизительно полугодовалого возраста для продажи и занялись из забоем — Ллойд отрубал птицам головы топором, а Клара ощипывала тушки. Один из обезглавленных молодых петушков породы Виандот необычно долго бегал по двору (иногда обезглавленная птица несколько минут продолжает двигаться, пока не умрёт окончательно от нехватки кислорода). Он оставался активным по завершении работы супругов, и они оставили его до утра в ящике из-под яблок.
Утром, обнаружив всё ещё живого безголового цыплёнка, Олсены решили его оставить в живых. Затем Ллойд поехал на рынок продавать куриные тушки и взял с собой покалеченного петушка. На рынке он, кроме торговли курятиной, демонстрировал живучего цыплёнка на забаву публике.

## Создание легенды
По округе расползлись слухи, и люди стали приезжать на ферму Олсенов поглазеть на живую безголовую птицу. Через две недели к ним приехал промоутер Хоуп Уэйд (англ. Hope Wade). Он придумал цыплёнку имя «Безголовый Майк» (Mike the Headless Chicken) и предложил Олсенам сделать этот случай знаменитым и заработать на необычной птице.

## Обследование
Первым делом Х. Уэйд организовал обследование Майка в Университете Юты в Солт-Лейк-Сити, где учёные изучили выжившую птицу и выдали Олсенам документальное свидетельство, что Майк не является мистификацией.
При обследовании Майка специалисты обнаружили, что у птицы отрублена не вся голова, а только её передняя часть, при этом повреждена передняя часть мозга, но сохранились яремная вена, одно ухо и большая часть головного мозга с неповреждёнными отделами, ответственными за функции жизнеобеспечения (дыхание, сердцебиение, пищеварение и другие).

## Уход
Поскольку покалеченный петушок не мог самостоятельно питаться, Олсены ухаживали за ним. Они кормили его кукурузой и червями, поили с помощью пипетки, им также приходилось шприцом прочищать забивавшийся слизью пищевод и прочищать горло птице. Благодаря уходу Майк набирал вес как обычная курица.
Между выездами и представлениями Безголовый Майк бегал в вольере вместе с обычными курами и вёл себя также, как они.

## Слава
Олсены устроили петушку несколько туров по Соединенным Штатам, посмотреть на него приходило множество людей, Безголовый Майк стал популярным. Он мог балансировать на жёрдочке, ходил по сцене, пытался кукарекать и пытался чистить перья.
22 октября 1945 года в журнале Life вышла статья о Безголовом Майке со множеством его фотографий.
Билет на короткое шоу с Безголовым Майком стоил двадцать пять центов (около $2,5 на современные деньги). На пике популярности шоу с Майком его посещали около 600 человек ежедневно. Ллойд в интервью рассказывал, что посмотреть на Майка приходили матросы с каждого большого корабля, заходившего в порт.
Олсены получали множество писем от людей, интересовавшихся Безголовым Майком, вплоть до его смерти. Большинство писем были адресованы «владельцам безголовой курицы из Колорадо» (англ. The owners of the headless chicken in Colorado),  но кто-то сумел выяснить имя и адрес её хозяев и писал на точный адрес. Письма были с самыми разными мнениями, кто-то сравнивал Ольсенов с нацистами, кто-то восхищался.

## Смерть
Весной 1947 года во время очередного тура Ллойд Олсен и Хоуп Уэйд остановились на ночь в мотеле в городе Финиксе штата Аризона, забыв инструменты для ухода за птицей в месте проведения шоу, в том числе шприц для очистки его гортани и пищевода. Когда петух начал задыхаться из-за слизи в горле, помочь они ему не смогли, и Безголовый Майк умер 17 марта 1947 года.
По словам Троя Уотерса (англ. Troy Waters), правнука Клары и Ллойда Олсенов, в течение многих лет его прадед утверждал, что продал безголовую курицу какому-то циркачу. Только в 1980-е, за несколько лет до своей смерти, Ллойд признался в том, что знаменитый цыплёнок умер из-за его неосторожности. Трой считает, что прадед не хотел никому рассказывать, что «гусь, который несёт золотые яйца», умер по его вине.
О том, что стало с трупом знаменитой птицы, Ллойд Олсен не рассказал никому.

## Слухи
Поскольку хозяин птицы много лет скрывал её гибель и утверждал, что продал её, судьба Безголового Майка была окутана тайной и слухами.
В США ходили слухи о попытках воспроизвести феномен хирургическим путём, и что все они оказались неудачными.

## След в культуре
В 1945 году Arba A. Gleen написал посвящённое Безголовому Майку стихотворение «Miracle Mike the Headless Chicken».
Начиная с 1999 года, во Фруте в третьи выходные мая устраивается Фестиваль безголового цыпленка Майка (англ. Mike the Headless Chicken Festival), в программе которого обязательно есть пятикилометровый забег, конкурс по поеданию куриных крылышек и конкурс по метанию куриных яиц.
Во Фруте установлена скульптура Безголового Майка.
На основе хранящегося в семье Олсенов альбома (Mike Scrapbook) с фотографиями, корешками билетов, письмами, вырезками и прочими материалами, собранными Кларой Олсен, писатель Терри Томас написал книгу:
- Thomas, T. The official Mike the headless chicken book : a 1940's tale of two men and a chicken : the meteoric rise and eventual demise of a headless fowl from Fruita, Colorado :  [англ.]. — Fruita Times, 2000. — 96 p.